# Lillsjön (Anundsjö socken, Ångermanland, 704124-161708)
Lillsjön är en sjö i Örnsköldsviks kommun i Ångermanland och ingår i Moälvens huvudavrinningsområde.